# Rajd Warszawski 1978
16. Rajd Warszawski "Polskiego Fiata" – 16. edycja Rajdu Warszawskiego. Był to rajd samochodowy rozgrywany od 7 do 8 października 1978 roku. Była to piąta runda Rajdowych Samochodowych Mistrzostw Polski w roku 1978 oraz czterdziesta trzecia runda Rajdowych Mistrzostw Europy w roku 1978 (o współczynniku - 2). Rajd składał się z trzydziestu dwóch odcinków specjalnych (trzy odcinki odwołano) i czterech prób wyścigowych. Został rozegrany na nawierzchni asfaltowej i szutrowej. Zwycięzcą rajdu został Gilbert Staepelaere.

## Wyniki końcowe rajdu[1][2]
W kolumnie "Miejsce" w nawiasie podano miejsce danego zawodnika w klasyfikacji generalnej Mistrzostw Polski
| Miejsce | Kierowca                 | Pilot               | Samochód              | Czas      | Strata | Grupa Klasa |
| ------- | ------------------------ | ------------------- | --------------------- | --------- | ------ | ----------- |
| 1       | Gilbert Staepelaere      | F. Franssen         | Ford Escort RS 2000   | 2:43:33,4 | -      | IV 9-15     |
| 2       | Guy Colsoul              | Alain Lopes         | Opel Kadett GT/E      | 2:47:00,8 |        | II kl. 9-15 |
| - (1)   | Maciej Stawowiak         | Ryszard Żyszkowski  | FSO Polonez 2000      | 2:52:34,3 |        | IV          |
| 3 (2)   | Błażej Krupa             | Piotr Mystkowski    | Renault 5 Alpine      | 2:56:34.0 |        | II 8        |
| 4       | Holger Helle             | Ib Hildebrandt      | Opel Kadett GT/E      | 3:01:47,4 |        | II 9-15     |
| 5       | Kjell Melin              | Ola Hellgren        | Volkswagen Golf GTi   | 3:03:04,4 |        | II kl. 9-15 |
| 6       | Stoyan Kolev             | Cvetan Stoyanov     | Porsche 911 SC        | 3:06:38,0 |        | III 9-15    |
| 7 (3)   | Jerzy Landsberg          | Janusz Szajng       | Opel Kadett GT/E      | 3:08:26.2 |        | IV          |
| - (4)   | Tomasz Ciecierzyński     | Jacek Różański      | Polski Fiat 125p 2000 | 3:10:11,6 |        | IV          |
| 8 (5)   | Andrzej Radecki          | Waldemar Bidziński  | Polski Fiat 125p 1500 | 3:12:17,2 |        | II 8        |
| 9 (6)   | Wiktor Polak             | Krzysztof Czarnecki | Renault 12 Gordini    | 3:13:13,3 |        | IV          |
| 10 (7)  | Jeremi Doria-Dernałowicz | Piotr Ślaski        | Polski Fiat 125p 1500 | 3:13:57,8 |        | I 8         |
| 11      | Wolf Giese               | O. Borrman          | Opel Kadett GT/E      | 3:15:31,2 |        | I 9-15      |
| (8)     | Marek Karczewski         | Marek Pawłowski     | Polski Fiat 125p 1500 | 3:15:52,6 |        | I 8         |
| (9)     | Krystian Bielowski       | Henryk Noga         | Polski Fiat 125p 1300 | 3:17:15,2 |        | I 7         |
| (10)    | Adam Masłowiec           | Andrzej Białową     | Polski Fiat 125p 1500 | 3:18:35,8 |        | I 8         |

1. 1 2  załogi startujące samochodami nie posiadającymi homologacji i nie uwzględniane w międzynarodowej klasyfikacji rajdu